# Karina Pérez

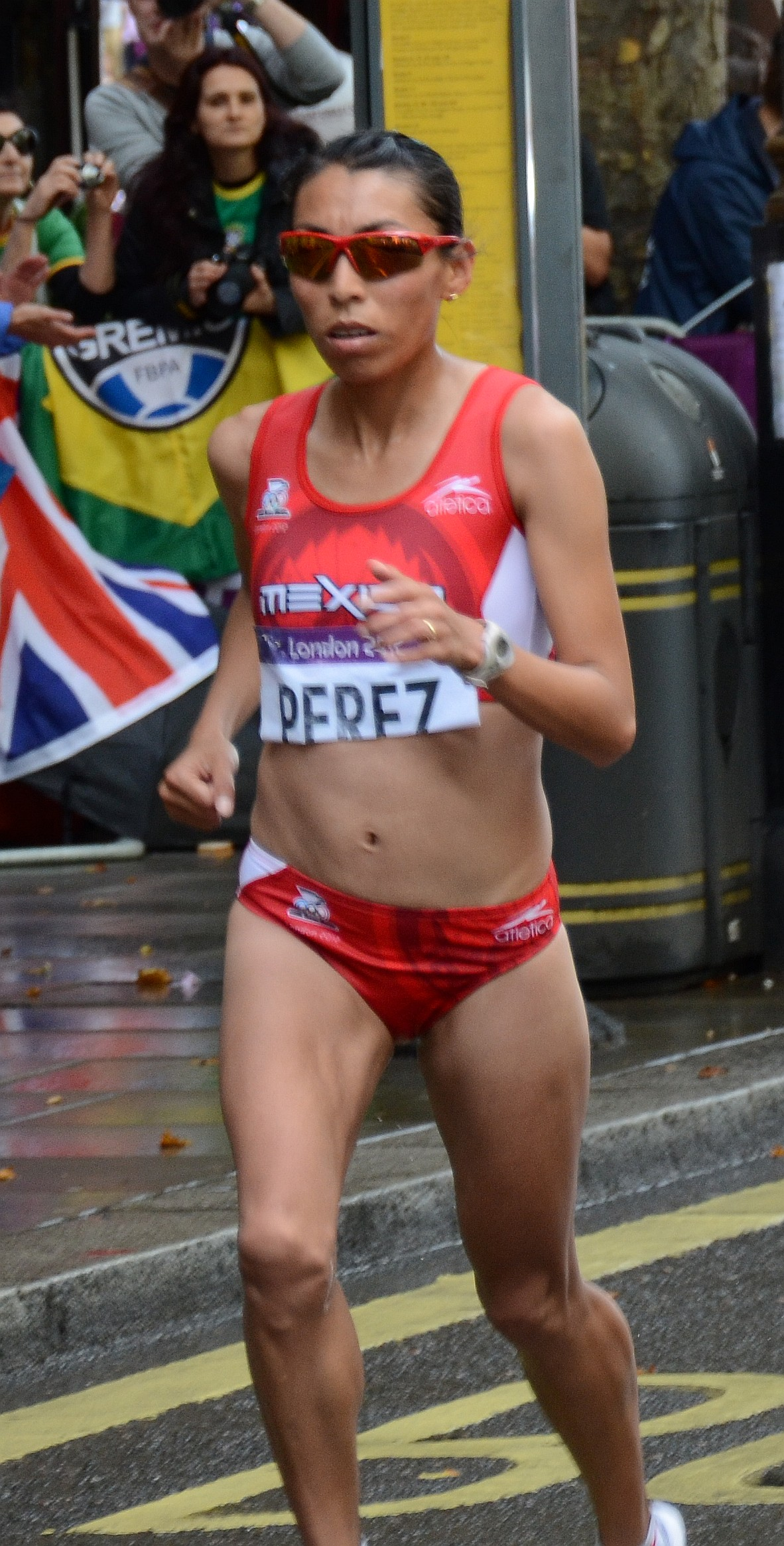
Karina Pérez beim Marathon der Olympischen Sommerspiele 2012 in London

Karina Pérez (Karina Pérez Delgado; * 4. Oktober 1982 in San Gabriel Cuauhtla, Bundesstaat Tlaxcala) ist eine mexikanische Marathonläuferin.
2006 wurde sie Vierte beim Monterrey-Marathon. Im Jahr darauf wurde sie Vierte beim Belgrad-Marathon, kam bei den Straßenlauf-Weltmeisterschaften in Udine auf den 35. Platz und siegte in Monterrey.
2008 qualifizierte sie sich als Dritte beim Maratón de la Comarca Lagunera für die Olympischen Spiele in Peking, bei denen sie auf Rang 61 einlief.
2009 wurde sie Zweite beim Guadalajara-Marathon, 2010 gewann sie den Mexiko-Stadt-Marathon und belegte bei den Halbmarathon-Weltmeisterschaften in Nanning den 23. Platz.

## Persönliche Bestzeiten
- Halbmarathon: 1:12:55 h, 14. Oktober 2007, Udine
- Marathon: 2:33:48 h, 16. Dezember 2007, Monterrey